# Alexandre François Bruneteau de Sainte Suzanne
Alexandre François Bruneteau de Sainte Suzanne (* 29. Dezember 1769 in Poivres; † 9. November 1853 in Laon oder Paris) war ein französischer Politiker im Ersten Kaiserreich.

## Leben

Wappen von Alexandre François Bruneteau de Sainte Suzanne

Alexandre François Bruneteau de Sainte Suzanne wurde 1769 als vierter von sechs Söhnen von Louis Gilles de Bruneteau de Sainte Suzanne und Françoise de La Mothe d’Haucourt geboren. Er trat im August 1780 in die Militärschule von Brienne ein und wechselte 1782 an die Militärschule von La Flèche. Am 1. September 1791 wurde er Sanitätsoffizier der leichten Artillerie, am 12. Dezember 1800 erfolgte die Ernennung zum Chirurgen der ersten Klasse.
Am 27. Oktober 1802 wurde Sainte Susanne Unterpräfekt von Saint-Hippolyte-sur-Doubs und blieb bis 25. Januar 1805 in dieser Position. Schon am 13. Juni 1804 ernannte man ihn zum Mitglied der Ehrenlegion. In der Folge wurde er am 17. August 1804 durch den Sénat conservateur zum Abgeordneten des Département Doubs im Corps Législatif („Gesetzgebende Körperschaft“) gewählt. Am 16. März 1806 rief man ihn zum Präfekten an der Ardèche, bis 1809 blieb Sainte Suzanne aber Abgeordnet im Corps Législatif. Vier Jahre später wurde er Präfekt des Département de la Sarre. Im Jahr 1812 erhob ihn Kaiser Napoleon Bonaparte zum  baron de l’Empire in der Noblesse impériale.
Am 5. Januar 1814 musste Sainte Suzanne die Regierungsgeschäfte an Preußen abtreten, das die Region an der Saar im Rahmen der Befreiungskriege erobert hatte. Anfang Juni wurde Sainte Suzanne zum Präfekten von Tarn berufen, wurde aber nach dem Ende von Napoleons Herrschaft der Hundert Tage seines Amtes enthoben.
Am 14. Mai 1831 wurde Sainte Suzanne zum Präfekten von Aisne erhoben, aus gesundheitlichen Gründen trat er jedoch schon wenige Wochen später am 14. Juli desselben Jahres zurück. Am 10. Oktober 1839 erfolgte die Versetzung in den Ruhestand. Alexandre François Bruneteau de Sainte Suzanne starb im Herbst 1853 in Laon oder Paris.
Alexandre François Bruneteau de Sainte Suzanne war mit Marie Antoinette Joséphine Röttlin († 1854) verheiratet. Das Paar hatte eine Tochter mit Namen Alexandrine Clémentine Joséphine (* 1804).

## Auszeichnung
- 1812: Baron de l’Empire[2]
- 1813: Offizier der Ehrenlegion[2]
- 1839: Ernennung zum „Staatsrat“[2]